# 純豆腐鍋

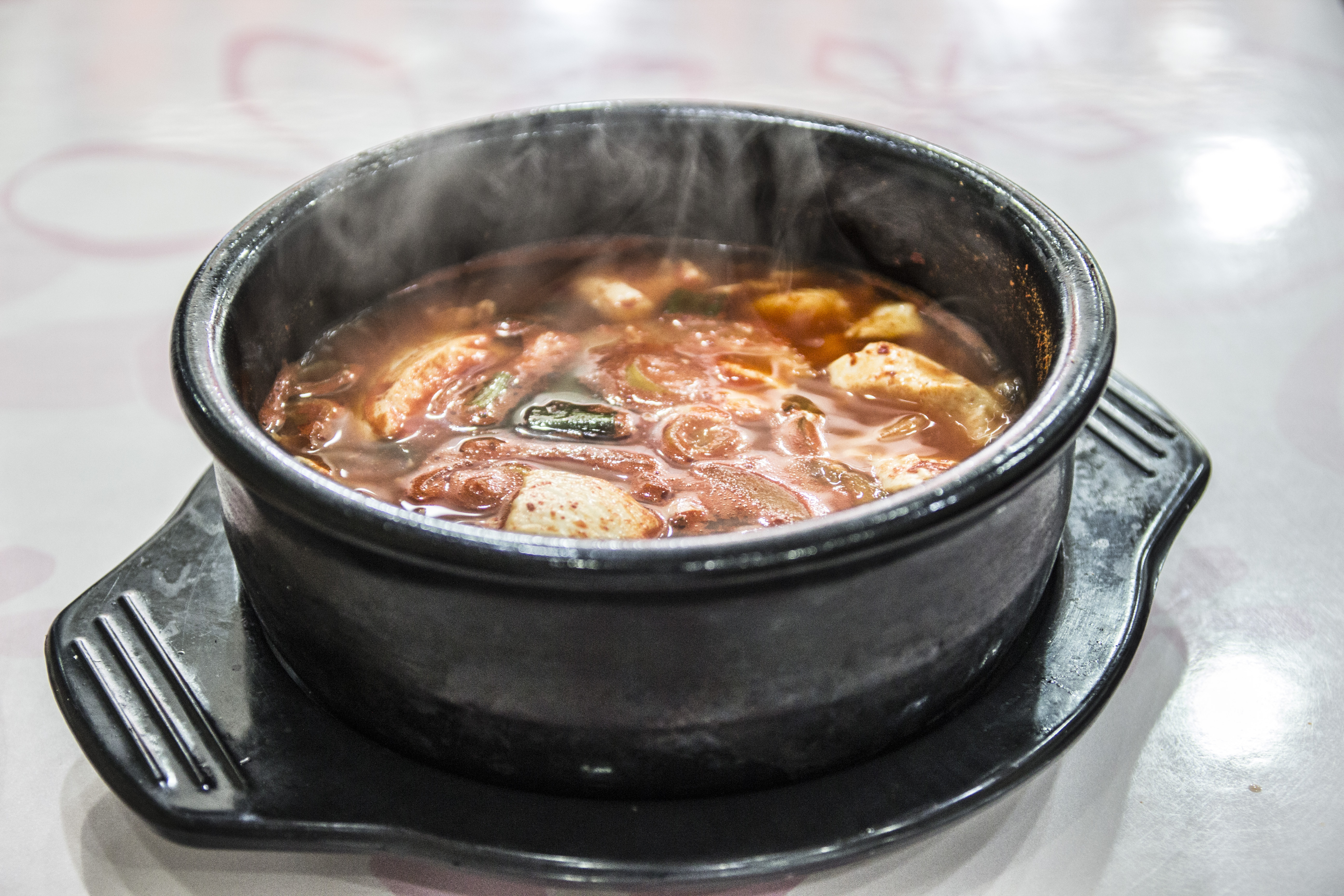
豆腐鍋

純豆腐鍋（韩语：／ sundubu-jjigae）是韓國一種鍋類食品，由軟豆腐、蔬菜、菇類、海鮮、豬肉和牛肉加上苦椒醬混合烹調而成。
這道菜通常直接以鍋上菜，在完成前加上一隻生雞蛋配白飯食用。

## 歷史
這種食物在20世紀80年代第一次出現在美國洛杉磯，是由朝鮮民族移民帶去美國。自BCD豆腐店在1996年於韓國城開張後，老闆研發了加入不同肉類的豆腐鍋，而令此食品出名起來。